# L.P. Holmblad (virksomhed)
 For alternative betydninger, se L.P. Holmblad. (Se også artikler, som begynder med L.P. Holmblad)
L.P. Holmblad var en dansk grossererforretning, kortspils- og stearinlysfabrik.

## Historie
Virksomheden blev grundlagt i 1777 af den svenskfødte farver Jacob Holmblad som farveri. Han fik kgl. privilegium til at anlægge "et complet Manufactur-Farverie" i København, og hans oprindelige bygning findes stadig i Sølvgade i København. Fra 1805 dreves tillige sæbefabrikation, og stearinlysfabrikken grundlagdes i 1892. Jacob Holmblad efterlod farveriet til sin søn, Lauritz Holmblad (1770-1827), som i 1819 grundlagde Danmarks første egentlige malevarefabrik.
Firmaet havde navn efter grundlæggerens sønnesøn, Lauritz Peter Holmblad (1815-1890), som overtog det i 1842.
Sæbe- og stearinlysvirksomheden var i familien Holmblads eje indtil 3. april 1919, hvor den sammen med andre gamle virksomheder indgik i A/S Medicinalco og blev lagt sammen med O.F. Asp til Asp-Holmblad.
Farve- og lakfabrikken gik i arv til Lauritz Holmblads søn, Carl Frederik Holmblad (1800-1861), og dernæst til sønnen Poul Lauritz Holmblad (1823-1909), og blev i 1893 solgt til medarbejderen, cand. polyt. Lars Friis. Den blev i 1912 til Sadolin & Holmblad.

## Adresser
Virksomheden blev etableret 1777 i Sølvgade 38, Holmblads Gård (en). Spillekort-, sæbe- og lakfabrikken lå dernæst på hjørnet af Gothersgade og Regnegade, mens en limfabrik i forbindelse med et marvoliekogeri lå på Amagerbro.
I 1880 lod L.P. Holmblad en ny fabrik opføre i Jemtelandsgade 3 (bygget af murermester Christian Peder Wienberg, nu Kvarterhuset).